# Andrène de Bradley
Andrena bradleyi
Pour les articles homonymes, voir Bradley.
Espèce
L'Andrène de Bradley (Andrena accepta) est une espèce d'andrènes de la famille des Andrenidae. Cette espèce est présente en Amérique du Nord,,.